# Грушовка московская
Грушовка московская — летний сорт яблони домашней. Не путать с сортом яблоко-груша.

## Происхождение
Старинный русский сорт народной селекции. Впервые описан А. Т. Болотовым как широкораспространённый сорт.

## Характеристика сорта
Деревья зимостойкие, занимают по этому параметру первое место в Московской области. Не подмерзают вплоть до Кирова. В Ленинградской области отмечалось слабое подмерзание при температуре воздуха около − 50 градусов Цельсия. В Поволжье по зимостойкости не уступает анисам. Крона густая, имеет у взрослых деревьев округлую форму. Листья вытянутой формы, длинные, светлой окраски.
Начинает плодоносить в возрасте 5—7 лет и продолжает до 60—70 лет. Урожайность достигает 20 тонн с гектара. Имеет ярко выраженную периодичность урожаев.
Сорт летний, плоды созревают в во второй половине июля и первой половине августа, некрупные. Форма плодов плоско-округлая или округлая, окраска жёлто-зелёная с размытым румянцем и многочисленными беловатыми точками и красными полосками. Вкус мякоти кисловато-сладкий, цвет — белый, плоды ароматные. Содержание сахара достигает 10,31 %. Плоды предназначены для потребления в свежем виде, также возможно изготовление вина.
Деревья самобесплодные, нуждаются в опылителях, лучшими из которых являются Папировка, Суйслепское и Бельфлёр-китайка.
Поражается паршой средне, сильно страдает от долгоносика.

## Распространение
Районирован для всех областей средней полосы России и для некоторых регионов Урала и Сибири, Алтая и юга Дальнего Востока.

## Использование в селекции
С участием Грушовки московской создан сорт Сибирский сувенир.